# Frohnsdorf
Frohnsdorf è una frazione del comune tedesco di Nobitz.

## Storia
Il comune di Frohnsdorf venne aggregato nel 2018 alla città di Nobitz.